# お見送り芸人しんいち
お見送り芸人しんいち（おみおくりげいにんしんいち、1985年〈昭和60年〉4月21日 - ）は、日本のお笑い芸人。R-1グランプリ2022王者。大阪府大東市出身。グレープカンパニー所属。身長176 cm、血液型はA型。同じ事務所所属の田中光（フリップ担当）とユニット「田中上野」としても活動している。

## 人物
- 大東市立北条西小学校、大東市立北条中学校、北陽高等学校（現・関西大学北陽高等学校）、大阪経済法科大学法学部法律学科卒業（学位は法学士）。
- 趣味は『ときめきメモリアル』、フットサル、セレッソ大阪のサポーター。
- 特技はサッカー（高校時代にインターハイ出場経験あり[4][5]）、マラソン、Jリーグトーク。
- 大学卒業後、2009年10月に芸人デビュー[6][7]。コンビ「しんいちけんぢ」を組んで松竹芸能へ所属、一時期大阪で活動した。当時から歌を取り入れた漫才を披露していた[8]。上京後に相方が消防士を目指すため引退、2011年4月に松竹を退社して（脱竹）[7]ピン芸人に転身するも2011年4月から約2年6か月間は活動を休止していた[注釈 1][7][9]。当時はアルバイトしたり遊んだりの堕落した生活で、親からも「芸人辞めたんなら戻ってこい」と叱責されたこともあった[10]。様々な事務所のオーディションを受けた結果2013年10月にグレープカンパニーへの所属が決まり[7]、それに伴って活動を再開。正式にオーディションには合格していないが、いつの間にか所属となっていたという[5]。
- 芸名の名付け親は、グレープカンパニーの先輩でもある伊達みきお（サンドウィッチマン）[5][11]。その理由は先輩の方々やライブに来たお客さまに気持ち良く帰っていただくため、「お疲れさまでした」とお見送りをして[5]伊達に「見送るのがうまい」とブログに書かれたことから[10]。また、現在のギターと歌でネタを行うスタイルを勧めたのは伊達の相方である富澤たけし[5]。サンドによるライブツアーの手伝いをしていた際、誰かギターを弾けるかという話になって弾き語りを披露したところ、ギターが弾けて歌声も綺麗なのを武器にしろといったことを言われたのがきっかけだった[10]。
- 昭和の芸人像に憧れを持っており、自宅を持たずギター1本を持ち歩きながら仲の良い女性や恋人の家を渡り歩いていた時期がある[12]。
- ゆずを好んでいた頃があり[13]、のちにコブクロにも影響を受ける。
- 初めて弾き語りをした曲は「チェリー」で、そこからスピッツも好きになっていく。
- GARNET CROWの大ファン。『水曜日のダウンタウン』や鬼越トマホークのYouTubeチャンネルなどに、GARNET CROWのメンバーがプリントされたTシャツを着て出演している。「今でもGARNET CROWのことを好きな人がいるって伝え続けたい」という思いからだという。
- 松竹時代から街裏ぴんくと仲が良い[14]。
- 自身初の決勝進出かつラストイヤーとなった『R-1グランプリ2022』ではファーストラウンドで463点を獲得し、吉住・渡部おにぎり（金の国）と三者同率2位となった。そこで3名での決選投票を行い、それを制してファイナルステージに進出。ファイナルステージでは同じくラストイヤーのZAZY（ファーストラウンド464点獲得）との一騎打ちの末に審査員5名のうちハリウッドザコシショウ・野田クリスタル（マヂカルラブリー）・バカリズムの3名から票を獲得、逆転優勝を成し遂げた[1][2]。
- 2021年10月5日、歌ネタ「僕の好きなもの」をネタ無し／共感ソング・ヴァージョンとしてスタジオ・レコーディングを敢行し、楽曲をデジタル・リリース。正式なアーティスト・デビューを果たしている。オフィシャルMVには山崎まさよし・常田真太郎（スキマスイッチ）・山田義孝（吉田山田）・ゆうや（シド）・ワタナベシュウヘイ（Play.Goose / ex.Goose house）・高橋英樹・サンドウィッチマン・カミナリ・永野・稲垣理一郎（漫画『Dr.STONE』原作者）といった、しんいちと親交の深いミュージシャンまたは芸人などがお祝いのコメントを寄せた。
- 『R-1』優勝以前の約3年前に梶原雄太（キングコング）へTwitter内で、「いつもカジサックチャンネル観てます。もしも僕がR-1の決勝に行けたらカジサックチャンネルに出させてください!」と返信。それを受けて梶原は「ぜひよろしくお願いします」と返した。その後2022年に「今年決勝進出することになりました。もしも有効期限が切れていなければチャンネルに出させてください」とDMを送信し、梶原は「是非! せっかくやったら決勝終わってからにやりませんか?」と返信していた。そしてしんいちはR-1にて優勝を果たしたため、カジサックチャンネルに出演した[15]。
- 前述のように、恋愛シミュレーション『ときめきメモリアル』の大ファン。高校時代はサッカー部だったが男子校だったため、女子マネージャーへの憧れからサッカー部の女子マネージャーである虹野沙希が一推しのキャラクター。2022年4月12日放送『TOKYO SPEAKEASY』（TOKYO FM）にて沙希役の菅原祥子と初対面、虹野沙希への思いの丈を話した[16][17]。プレイし始めたきっかけは実父がパチンコの景品で何故かセガサターン版の『ときめきメモリアル』を持って帰ってきたことから[18]。
- 吉本興業所属の又吉直樹（ピース）は高校の先輩。又吉もサッカー部に入っていたので、サッカー部の先輩でもある。サッカー部の1年先輩には、同じく吉本所属のナポリ（アイロンヘッド）がいる。
- 姉と妹にプレゼントをするため待ち合わせしたが、先に妹へプレゼントしたブランド品のバッグが52万円もしたため、姉にはスタッフとのミーティングが入ったとごまかしてプレゼントしていない。
- 2014年10月、『ドラゴンクエストX』TV第3期初心者大使オーディションで最終審査に進出。落選となったが自らで配信環境を整え「非公式初心者大使」を名乗り、一時期配信活動をしていた。これが縁となり、R-1優勝後の2022年ドラゴンクエスト夏祭りにはゲスト出演している。
- おでこが広く、ハゲ隠しのため前髪を下ろしている。事務所のプロフィールにも「強風NG（デリケートなヘアスタイルのため）ただし首から下の入水はOK」と書かれているほどである。

## 芸風
主にギターを抱えての歌ネタ。「僕の好きなもの」「応援するよ」など、美しいメロディに毒の強い歌詞を乗せるネタが多い。即興ネタも得意としている。また、移動中もギターを持ち歩いている。
『さんまのお笑い向上委員会』（フジテレビ）出演の際、当時アシスタントを務めていた久代萌美アナをイジる妄想ソングを披露し、炎上したことがある。
『水曜日のダウンタウン』の第9回替え歌選手権にて松本人志（ダウンタウン）は「しんいちだけ極端に面白くなかった」と評した。
グレープカンパニーの後輩でもある東京ホテイソンや、本多スイミングスクールなどとユニットを組んでネタを行うこともある。
吉本所属の西村ヒロチョとユニット「お見送りロマンティック」を組んで2021年のキングオブコント、M-1グランプリに参戦した。
2022年、同年のR-1グランプリで準優勝となったZAZYとユニット「ストレス」を結成し、M-1グランプリに参戦している。結果は3回戦進出。ストレスの漫才ネタ作成はZAZYが担当している。

## 賞レースなどでの戦績

### R-1ぐらんぷり／R-1グランプリ
| 年度             | 結果         | 会場                   | 日時           | 備考                  |
| ---------------- | ------------ | ---------------------- | -------------- | --------------------- |
| 2013年（第11回） | 1回戦敗退    | 新宿シアターモリエール | 2013年1月7日   |                       |
| 2014年（第12回） | 1回戦敗退    | シアターブラッツ       | 2013年12月29日 |                       |
| 2015年（第13回） | 1回戦敗退    | 新宿シアターモリエール | 2015年1月6日   |                       |
| 2016年（第14回） | 2回戦進出    | TOKYO FM HALL          | 2016年1月21日  |                       |
| 2017年（第15回） | 3回戦進出    | ヨシモト∞ホール        | 2017年1月31日  |                       |
| 2018年（第16回） | 3回戦進出    | ヨシモト∞ホール        | 2018年1月26日  |                       |
| 2019年（第17回） | 準決勝進出   | なんばグランド花月     | 2019年2月15日  |                       |
| 2020年（第18回） | 準々決勝進出 | ルミネtheよしもと      | 2020年2月10日  | シードにより1回戦免除 |
| 2021年（第19回） | 準決勝進出   | 有楽町朝日ホール       | 2021年2月14日  | シードにより1回戦免除 |
| 2022年（第20回） | 優勝         | フジテレビ内スタジオ   | 2022年3月6日   | シードにより1回戦免除 |

### その他
- 歌ネタ王決定戦2019 5位
- 歌ネタ王決定戦2020 7位

## 出演

### テレビ
現在のレギュラー番組
- オトナようち園 ～ワンランクUPなライフデザインプログラム～（2025年2月3日 - 、テレビ埼玉） [32]
- サッカー応援するよ 〜お見送り芸人しんいちのボールと奏でる出会い旅〜(2025年4月1日 - 、ABCテレビ)[33]

その他の出演
- さんまのお笑い向上委員会（フジテレビ）
- 歌ネタ王決定戦2015,2019,2020（毎日放送）
- ダウンタウンのガキの使いやあらへんで!（日本テレビ）
- 有田ジェネレーション（TBS）
- エンタの神様（日本テレビ）
- 歌ネタゴングSHOW 爆笑!ターンテーブル（TBS）
- 水曜日のダウンタウン（TBS）
- タモリ倶楽部（テレビ朝日）-「空耳アワー」のコーナーに複数回出演。
- 新春!爆笑ヒットパレード2021（フジテレビ）
- お笑いオムニバスGP（フジテレビ）
- 千鳥のクセがスゴいネタGP（フジテレビ）
- ネタパレ（フジテレビ）
- オトラクション（TBS）
- ラヴィット!（TBS、2021年12月10日、2022年3月8日・16日・29日）
- お笑い王者が激推し! 最強ピンネタ15連発（フジテレビ）
- ザ・ベストワン（TBS）
- キャラダチミュージアム（フジテレビ）
- R-1グランプリ2022（フジテレビ）
- 痛快!明石家電視台（毎日放送）
- ワイドナショー（フジテレビ）
- そろそろ にちようチャップリン（テレビ東京）
- オールスター後夜祭（TBS）
- 2分59秒（テレビ朝日）
- ダウンタウンDX（読売テレビ）
- 新しいカギ（フジテレビ）
- 今夜はナゾトレ（フジテレビ）
- スクール革命!（日本テレビ）
- くりぃむナンタラ（テレビ朝日）
- 突然ですが占ってもいいですか?（フジテレビ、2022年4月18日[34]）
- ネプリーグ（フジテレビ）
- オンエア決めろ!ー笑武ー（BSJapanext、2022年9月6日）
- 診療中!こどもネタクリニック（NHK、2023年5月5日）
- オールナイトフジコ（フジテレビ、2023年6月10日）
- 千鳥の鬼レンチャン（フジテレビ、2023年10月15日）
- サンド伊達のコロッケあがってます（BS-TBS） - 不定期出演
- 千原ジュニアのヘベレケ（東海テレビ、2022年12月21日・28日、2024年3月8日・15日・22日・29日、12月6日・13日・20日・27日、2025年6月5日・13日・20日・27日(予定)）

### テレビドラマ
- 家政夫のミタゾノ 第6シリーズ 第4話（2023年10月31日、テレビ朝日） - 婚活番組の出演者 役[35]

### ウェブテレビ
- ドラゴンクエストX TV（2014年10月23日・2016年8月6日[36]・2022年7月23日[37]、ニコニコ生放送）
- 笑ラウドネスGP（ABEMA、2021年7月18日）[38]
- 有田ジェネレーション（Paravi、2022年8月22日[39]）
- 大脱出（DMM TV）[40]
- カチコチTV（FANZA TV）
- 東京スキャンダルクラブ（FANZA TV）
- 代官山メロンプラス（YouTube）

### ラジオ
現在のレギュラー番組
- ふわっち presents らじおっつ（TBSラジオ）あぁ〜しらきとともに不定期出演
- サクラバシ919（ラジオ大阪、 2025年3月31日 - ）- 月曜パーソナリティ[41]

過去の出演番組
- 高田文夫のラジオビバリー昼ズ（ニッポン放送）
- 大竹まこと ゴールデンラジオ!（文化放送）
- 土佐兄弟のCultureZ （文化放送）
- お見送り芸人しんいちの『えっ!ちょっと待って!!』(ニッポン放送、2023年10月15日 - 2024年9月29日)[42]

### 舞台
- 舞台版 月ともぐら 胸キュンコラボグランプリ（2023年10月5日、東京・草月ホール）[43]